# 富西夫
50°25′36″N 24°32′25″E / 50.42667°N 24.54028°E
富西夫（烏克蘭語：Фусів），是烏克蘭西部的村莊，隸屬利維夫州的舍普季茨基區。該村面積1.33平方公里，海拔高度229米，2001年人口529，人口密度每平方公里397.74人。